# 曼弗雷德·冯·里希特霍芬
曼弗雷德·阿爾布雷希特·馮·里希特霍芬男爵（德語：Manfred Albrecht Freiherr von Richthofen，1892年5月2日—1918年4月21日）是德國飛行員，外号红男爵（der Rote Baron）。他也是戰鬥機聯隊指揮官和第一次世界大戰確認擊落最多敵機的戰鬥機王牌，共擊落80架敵機之多。里希特霍芬出生于贵族家庭，亲戚中有许多知名人士。

## 名字

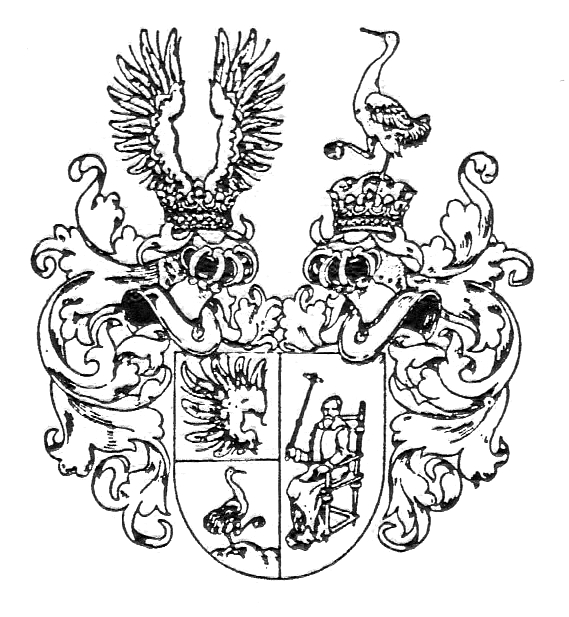
里希特霍芬的家族紋章

Freiherr字面意思自由公爵。但这并不是他的教名，而是德国一个贵族化的称谓，相当其他国家的男爵。其最有名的名字红男爵就因此而来。德国人称他为der Rote Baronⓘ。尽管在他在世时在德国甚至在他的自传一直称之为Der Rote Kampfflieger（暂译“红色斗士”），但红男爵這個綽號还是在德國廣為流傳。
里希特霍芬於法語區稱為（紅男爵）、（紅魔鬼）、（小紅），英語區中也稱他為（紅男爵）。

## 早年生活
里希特霍芬出生於克莱恩堡（Kleinburg），接近德國西里西亞布雷斯劳的小村，家族是旧普鲁士贵族。里希特霍芬9歲時舉家搬到施韦德尼茨（Schweidnitz，今波蘭希維德尼察）。年輕的里希特霍芬喜歡打獵、騎馬和体育。在学校他获得了很好的体育成绩。 他11岁开始接受正规军事训练。1911年受訓完畢後加入沙皇亞歷山大三世持矛騎兵團，西普魯士第1營（Uhlan Regiment Emperor Alexander III of Russia 1st Regiment, West Prussia, Uhlan Regiment Number 1）。
第一次世界大戰爆發時，里希特霍芬担任骑兵军官在東西两線作战。但隨著大規模使用機槍和有刺鐵絲網，騎兵的存在價值已經不大，持矛騎兵團解散後里希特霍芬被調派到補給團。 。1915年5月，他因不满没有在前线作战，申請調派到德意志帝国陆军航空隊服役。在请求得到同意后，他于1915年5月正式开始服役。

## 飛行生涯
在偶然機會下，里希特霍芬遇到另一位一戰王牌奧斯華·波爾克後便決定要成為一位飛行員。後來，波爾克提拔了里希特霍芬加入其精英戰鬥機聯隊，第2戰鬥機中隊。里希特霍芬於1916年9月17日在法國坎巴拉取得他首個戰績。
取得他首個戰績後，里希特霍芬寫信給柏林一位珠寶商朋友，訂製了1隻銀杯，杯上刻有擊落敵機的日期和飛機型號。他一直保持這個傳統，直到德國的銀供應短缺時才停下來，當時他已經擁有60隻銀杯。
當時里希特霍芬的同輩都不覺得他是個天賦異稟的飛行員。反而覺得他的弟弟洛塔才是個有天賦的飛行員，對飛行動作較為熟練。不像里希特霍芬信奉飛行戰術，但飛行技術卻不如很多飛行員，里希特霍芬只視他的戰鬥機為一個射擊平台。
1916年11月23日，駕著信天翁D-II戰鬥機的里希特霍芬擊落了英國王牌蘭諾·霍克（Lanoe Hawker）。這次險勝令他深信他需要一種更靈活的戰鬥機，但這意味著需要犧牲更多速度。然而直到1917年時，信天翁戰鬥機都是德國陸軍航空兵的組成骨幹，里希特霍芬期間換裝過信天翁D.III和D.V。後來信天翁D.V戰鬥機出現一連串墜毀事故，並發現其低翼設計存在缺憾。他因而換裝哈爾伯施塔特 D.II（Halberstadt D.II）戰鬥機。到1917年9月，里希特霍芬開始飛行著名的福克Dr.I三翼戰鬥機。
雖然福克 Dr.I幾乎就是里希特霍芬的代名詞，但其實他們並肩作戰的時間就只有他生命最後的2個月，期間共擊落60架敵機。他首架全紅色戰鬥機卻是信天翁D.III。
被認為是第一次世界大戰時最佳的德國戰鬥機—福克D-VII戰鬥機可能才是紅男爵最希望駕駛的飛機，他一直有參與研發工作，為設計者提供他的實戰經驗以改善現有德國戰鬥機的缺點。可惜在福克 D.VII投入服役的前一天，里希特霍芬於法國上空被擊落陣亡。

## 飛行馬戲團
1917年1月，在他擊落第16架敵機後，里希特霍芬獲授予當時德國最高榮譽藍馬克斯勳章。同月他被委任為第11戰鬥機中隊（Jasta 11）的中隊長，里希特霍芬一手訓練出很多精英飛行員，部份飛行員後來成為了其他中隊的指揮官。
為了於交戰時較容易識別敵我，第11戰鬥機中隊亦跟隨里希特霍芬把戰鬥機塗裝成紅色，並各自加上獨特的標記。
里希特霍芬帶領他的中隊取得空前成功，1917年血腥四月更踏上高峰。這單月中，他擊落了22架英國飛機，令他的擊落數增加到52架。到6月時，他成為新建第1戰鬥機聯隊 (德意志帝國)（Jagdgeschwader 1）的聯隊長，聯隊包括有第4、6、10和11戰鬥機中隊。這些高機動性的中隊可以根據需要分派到不同的前線。第1戰鬥機聯隊又因為擁有色彩繽紛的戰鬥機和大帳篷而被起了兩個別號飛行馬戲團和里希特霍芬馬戲團。
但於7月6日，里希特霍芬在一次戰鬥中被擊中，頭部嚴重受傷令他休養了幾周。歸隊後，他時常於飛行後出現嘔吐和頭痛的情況，性格也有所轉變。
里希特霍芬是個戰術高手，深信奧斯華·波爾克飛行戰術。雖然一些同僚不認為如此，但他常常被描述為一個冷淡、缺乏感情和非常嚴肅的人。
有說於1918年，里希特霍芬已經成為一個傳奇，德國當局怕他陣亡會打擊德國國民士氣。他的上級一度要求他退役，但被他拒絕，他說支援地面士兵是他的責任，他沒有其他選擇只能繼續戰鬥。

## 死亡

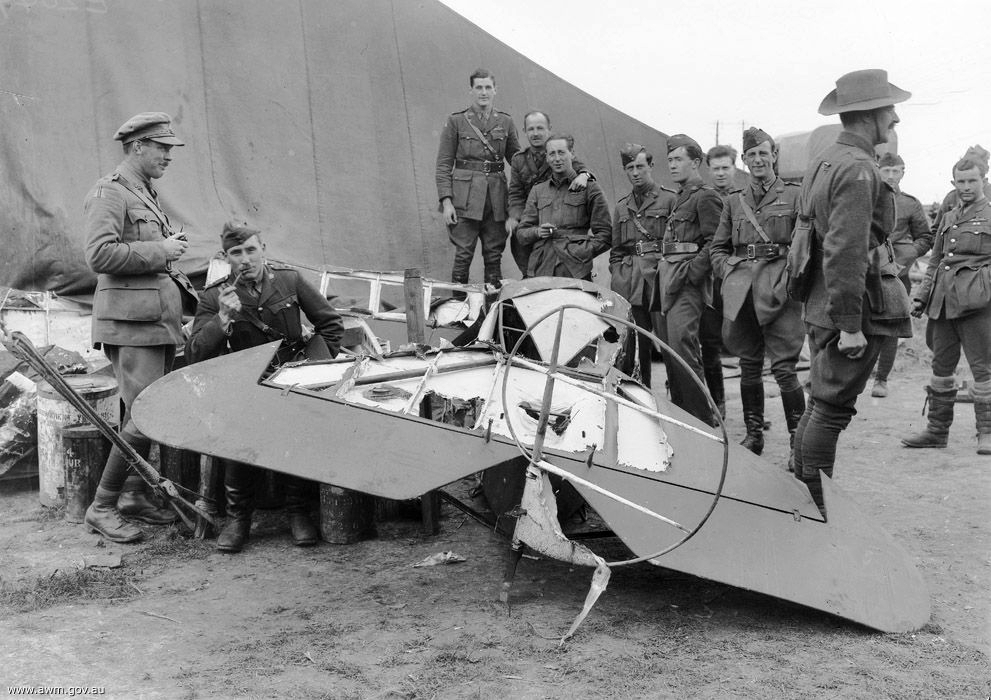
在里希特霍芬座機旁的澳洲士兵，飛機的部份部件已經被取下作為纪念品

里希特霍芬於1918年4月21日早上11時在索姆河（49°56′0.60″N 2°32′43.71″E / 49.9335000°N 2.5454750°E）附近的莫朗库尔山脊（Morlancourt Ridge）飛行時被一顆.303口徑子彈擊中後身亡。
當時里希特霍芬正追逐一架隸屬英國皇家空軍第209中隊由加拿大飛行員威尔弗里德·梅（Wilfrid May）駕駛的索普威思駱駝式戰鬥機。在轉彎時里希特霍芬發現自己被另一架由加拿大飛行員羅伊·布朗（Roy Brown）駕駛的駱駝戰鬥機跟隨。在里希特霍芬轉頭確認尾隨的駱駝式戰鬥機時，一顆致命的子彈自布朗的方向射出，擊中他的右下腹後對角穿透其胸腔並在他的左乳頭下方留下一個狹長的傷口。
里希特霍芬於一處由澳大利亞皇家部隊（Australian Imperial Force）控制的地區勉強著陸，著陸後他的福克戰鬥機仍然保持完好。目擊者指當他們趕抵戰機旁時，里希特霍芬仍然活着，一會之後才死去。 另一位目擊者，澳洲醫護兵團（Australian Medical Corps）的泰德·斯莫特（Ted Smout）中士指里希特霍芬在臨死前說了最後一個字，「kaputt」（損壞或故障的意思）。
里希特霍芬的遺體由最近的澳洲航空團第3飛行中隊負責處理。

### 擊落者疑雲
沒有人知道到底誰擊落里希特霍芬，第一次世界大戰時大英帝國部隊的機槍和步槍均使用.303口徑子彈。皇家空軍把擊落里希特霍芬的戰績記到阿瑟·布朗名下。但一些歷史學家、醫生和彈道專家則認為里希特霍芬是被地面的防空炮擊落，從里希特霍芬的傷口可看到子彈是向上移動，足以證明子彈由地面射出。
很多專家相信該顆致命子彈是由隸屬澳洲第24機槍連的賽德里克·波普金中士的維克斯機槍射出。波普金曾經兩次射擊里希特霍芬的座機：第一次在里希特霍芬座機直飛向他位置的時候，第二次在里希特霍芬座機朝他的位置右方600碼飛越時。後來波普金於1935年寄給澳洲官方戰爭史學家的信中聲稱，他相信是他在里希特霍芬座機第一次飛越他的位置時擊中里希特霍芬。但在這個位置射擊的話，子彈應該會擊中戰機前部，而不會導致里希特霍芬身亡。然而，在里希特霍芬座機第二次飛越他的位置時，波普金的位置是最有可能射出那顆致命子彈的地方。而且，里希特霍芬從被擊中到死亡只有少於1分鐘的時間，波普金是唯一一位在那段時間從里希特霍芬右方射擊的地面機槍手。
最新的歷史謎團做進一步的實驗與研究證實，擊中里希特霍芬駕駛艙右側的並非賽德里克·波普金，而可能是另一名澳洲的步兵在800碼以內的距離所射擊的，而當時里希特霍芬航線正返回基地的途中。

### 葬禮
第3飛行中隊的指揮官大衛·布莱克最初認為里希特霍芬是被隸屬他的中隊的RE8擊落。但當布雷克目到驗屍的過程後，他堅信里希特霍芬是被地面防空砲火擊斃。

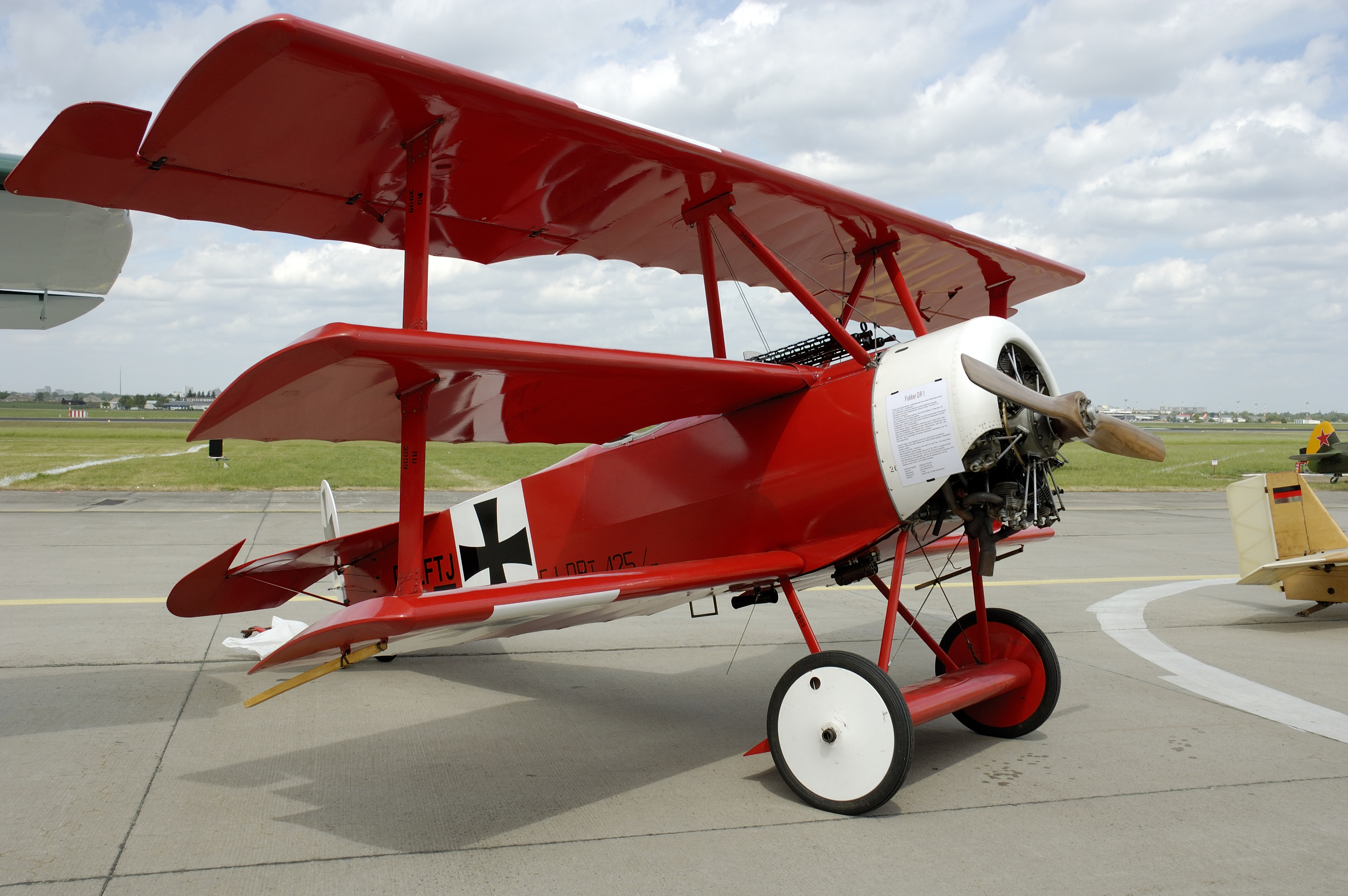
曼弗雷德·冯·里希特霍芬的紅色福克Dr.I複製品，於柏林航空展展示。

與其他協約國飛行員一樣，布雷克非常尊敬里希特霍芬，並為他舉行了一場軍人式葬禮。1918年4月22日，里希特霍芬的靈柩由6名上尉扶靈安葬於法國亞眠附近一個墓地，儀仗隊在旁鳴槍致敬。一些協約國飛行中隊亦有致送花圈。
里希特霍芬的座機很多部份都被拆下來當纪念品。而發動機則捐贈到倫敦的帝國戰爭博物館，到現在仍然在館內展示。
1925年，里希特霍芬的弟弟取回其遺體並帶返家鄉。里希特霍芬的家人本來想把里希特霍芬的靈柩安葬於他的父親和弟弟的墓地旁。但德國當局提出希望將里希特霍芬安葬在柏林榮軍公墓內，與其他德國軍事英雄和領袖長眠。里希特霍芬家人同意。

### 腦部受損論說
2004年9月，密蘇里大學研究員指里希特霍芬之死很可能是因為他頭部受傷後導致腦部受損而引致。這個論說由一位德國研究員刊登於柳葉刀醫學期刊 。里希特霍芬頭部受傷後的行為與一些腦創傷病患無異， 而腦創傷可能令里希特霍芬缺乏判斷能力，因而在敵方領土上低飛和出現目標定影的現象。

## 擊落數
第一次世界大戰結束十年後，一些作家開始質疑里希特霍芬的80架戰績，認為他的戰績記錄只是宣傳技倆。也有人認為他把中隊和聯隊的擊落數都計到自己的賬中。到了1998年英國歷史學家諾曼·法蘭克和兩名同事於深入研究後出版了一本名為「紅男爵槍下」（Under the Guns of the Red Baron）的書籍。他們的調查確定了里希特霍芬最少擊落了73架敵機，連同不能證實的戰績里希特霍芬最高擊落數可能高達84架之多。不過，即便以擊落73架敵機計算，他也僅次於法國王牌勒內·豐克，仍為一次大戰次席飛行王牌之名。

## 親戚
曼弗雷德·冯·里希特霍芬是第二次世界大戰德國空軍元帥沃爾弗拉姆·馮·里希特霍芬的遠房堂兄。英國作家大衛·赫伯特·勞倫斯的太太弗里達·冯·里希特霍芬也是紅男爵的亲戚。雖然他們的共同祖先要追溯到1661年，但戰時紅男爵的名聲在英國多少也影響到弗里達。而弗里達的姊姊伊利絲·冯·里希特霍芬則是德國首位女性社會科學家。
紅男爵的弟弟，洛塔·冯·里希特霍芬也是一名王牌飛行員，擊落數40架。他與哥哥同屬第11戰鬥機中隊，1922年死於空難。
紅男爵的姪孫，赫爾曼·冯·里希特霍芬博士於1989年至1993年間是德國駐英國大使。

## 電影
- 在1966年美國好萊塢就里希特霍芬事績拍成電影《The Blue Max》（中譯：藍徽特攻隊）。
- 2008年德国电影紅男爵

## 其他
- 納粹德國國防軍空軍第2聯隊和現今德國空軍第71聯隊以他的名字命名。值得一提的是，第71聯隊首任聯隊長是在二戰中創下352架擊墜紀錄的空前王牌埃里希·哈特曼。
- 花生漫畫中的史努比經常想像自己回到第一次世界大戰跟他對戰，有款電腦射擊遊戲和一首歌（英语：Snoopy vs. the Red Baron (song)）都叫做史努比大戰紅男爵（英语：Snoopy vs. the Red Baron）。
- 在漫畫「天空霸者Z」中，被塑造成對希特勒盡忠到最後，與主角一路較勁的強敵。
- 薩巴頓樂團以里希特霍芬的事蹟撰寫了一首歌名為「The red Baron」，收錄在該樂團的The Red Baron專輯中。